# خورخي إميليو غونزاليس مارتينيز
خورخي إميليو غونزاليس مارتينيز هو سياسي مكسيكي، ولد في 16 أبريل 1972 في مدينة مكسيكو في المكسيك. نشط حزبياً في Ecologist Green Party of Mexico ‏. وقد انتخب عضو مجلس الشيوخ المكسيكي ‏ وانتخب عضو مجلس النواب المكسيك ‏.